# Glenville (Nowy Jork)
Glenville – miasto w Stanach Zjednoczonych, w stanie Nowy Jork, w hrabstwie Schenectady.